# Jovilabe

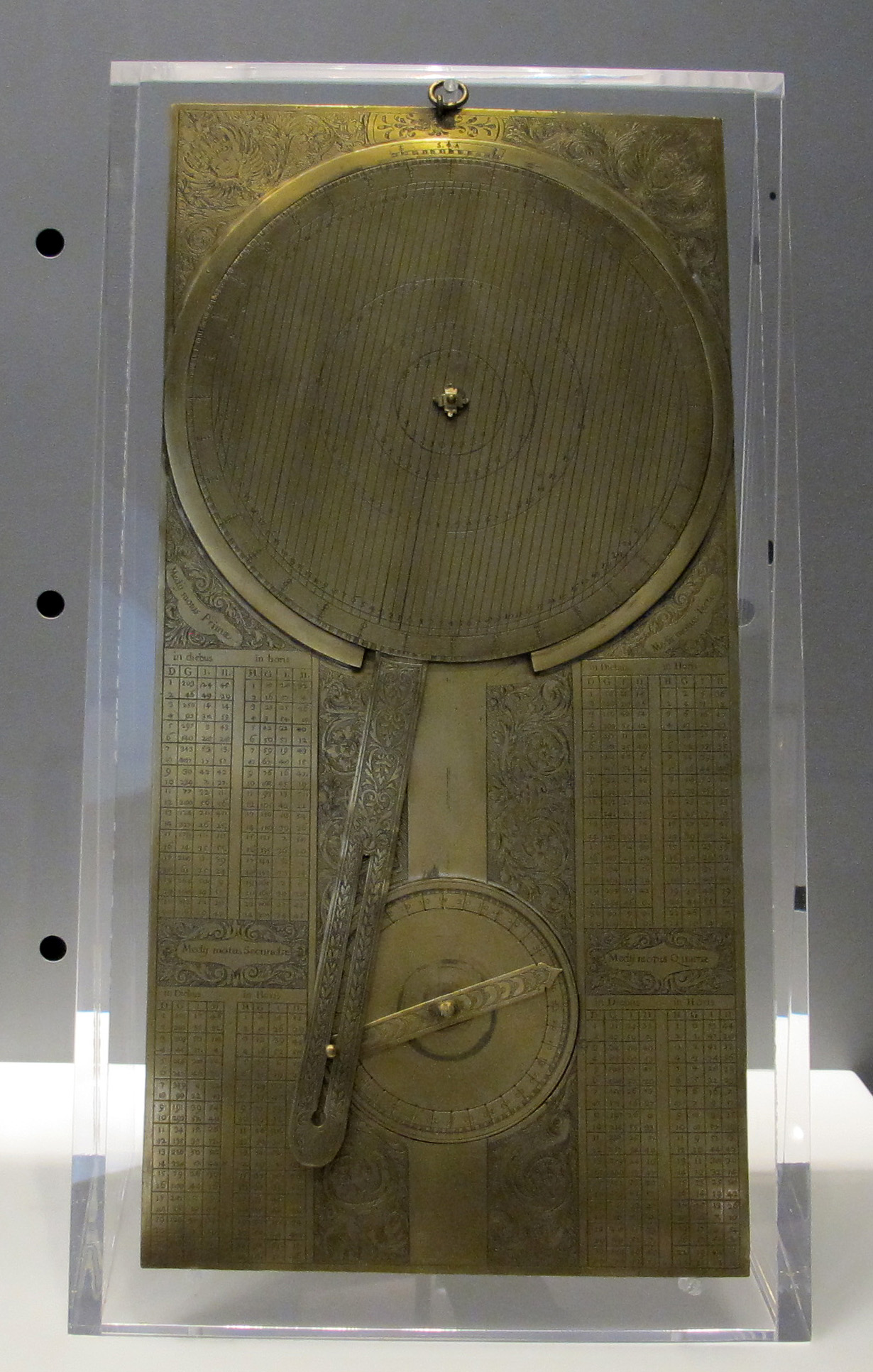
Un jovilabe au Musée Galilée.

Le jovilabe est un instrument scientifique en laiton inventé par Galilée afin de déterminer les périodes de révolution des satellites galiléens et pour calculer les heures de leurs éclipses,.
L'instrument est gravé de tableaux montrant les mouvements moyens de chacune des quatre lunes. Deux disques connectés de diamètres différents sont mis en rotation au moyen d'une tige mobile. Ils sont utilisés pour créer une «vue depuis le Soleil » des mouvements des lunes de Jupiter observés depuis la Terre (mouvements qui semblent irréguliers à cause des mouvements héliocentriques de la Terre et de Jupiter).
Après avoir annoncé la découverte des satellites galiléens dans son traité de mars 1610, Sidereus Nuncius, Galilée commence l'étude systématique de leurs périodes en 1611, en développant un micromètre à cet effet. Galilée se rend immédiatement compte que les éclipses de ces lunes pouvaient fournir une méthode précise pour déterminer la longitude. Galilée dresse des tableaux des périodes qu'il offre, avec ses télescopes, d'abord au roi d'Espagne puis aux États généraux des Provinces-Unies. Pour convaincre ses interlocuteurs espagnols que Jupiter et ses lunes pouvaient être observés sur un sol instable, comme le pont d'un navire, Galileo conçoit un casque spécial portant un petit télescope sur une monture articulée : le celatone. Malgré l'intérêt que cela suscite, aucune de ses propositions n'est finalement acceptée et utilisée de façon pratique en mer,.